# Jindřich II. Clément
Jindřich II. Clément (francouzsky Henri II Clément, po 1224 - 1265) byl pán z Argentanu, křižák a francouzský maršál. Narodil se jako syn Jana Clémenta a od roku 1261 až do roku 1265 pokračoval v rodinné tradici ve funkci francouzského maršála. Po boku svého panovníka se také zúčastnil kruciáty do Svaté země.